# 21850 Абшир
21850 Абшир (1999 TF142, 1977 RB19, 1997 EC19, 21850 Abshir) — астероїд головного поясу, відкритий 7 жовтня 1999 року.
Тіссеранів параметр щодо Юпітера — 3,377.